# The Boys (소녀시대의 음반)
"The Boys"는 2011년 10월 19일 KMP 홀딩스와 인터스코프 레코드를 통해 발매된, 대한민국의 걸 그룹 소녀시대의 세 번째 정규 음반이다. 원래 10월 5일 발매할 예정이었지만 미국 발매 결정으로 미루어졌다. 프로듀서 테디 라일리가 대부분의 작곡, 프로듀싱을 맡았고, 이 외에 유영진, 히치하이커, 켄지, 황성제 등이 참여했다.
소녀시대는 전세계를 대상으로 하는 음반을 발매할 필요가 있다고 생각해 "The Boys"를 월드와이드 컨셉으로 작업했다고 밝혔다. 이에 따라 이전 앨범과는 달리 타이틀곡 "The Boys"는 음원과 뮤직비디오를 한국어, 영어 버전으로 따로 제작했다. "The Boys"에는 소녀시대가 그간 해왔던 음악과는 달리 처음으로 랩파트가 도입되었고, 후크송이 아닌 강렬한 일렉트로팝 댄스 노래이다. "The Boys"의 앨범 구성과 몇몇 수록곡 장르가 새로운 것이라는 점은 평론가들마다 호불호가 갈리는 평을 받았다.
소녀시대는 2011년 10월 21일 "뮤직뱅크"를 통해 처음으로 "The Boys"와 "Mr. Taxi"를 선보이며 컴백했다. 이후 2012년부터는 미국과 프랑스의 텔레비전 프로그램에 출연하는 등 국제 활동도 꾀했다. 타이틀곡 "The Boys"는 각종 음원 사이트 1위에 올랐고, 가온 디지털 종합 차트 및 빌보드 K-Pop 핫 100에서 1위에 올랐고, 후속곡인 "Mr. Taxi"도 10위대 성적을 유지했다. 앨범 "The Boys"는 가온 앨범 차트 1위에 올랐고, 일본과 미국 빌보드 월드 앨범 차트에서 2위, 그리고 프랑스, 스페인 앨범 차트에 진입했다. 이 앨범은 한국에서 41만 장, 일본에서는 10만 장의 판매고를 올렸다.

## 배경

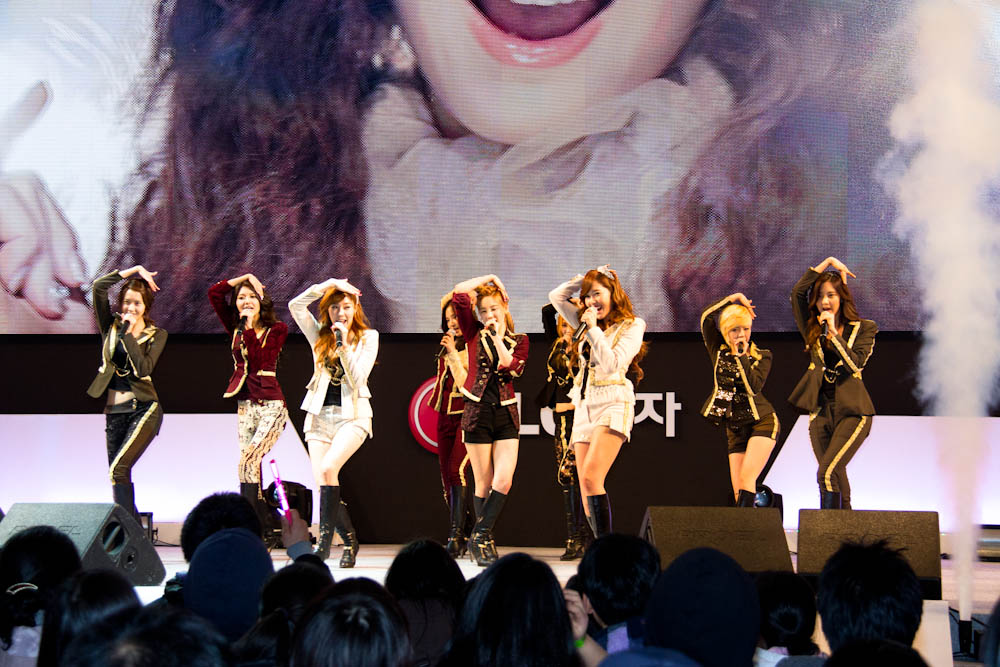
2012년 4월 1일 LG 시네마 3D 월드페스티벌에서 "The Boys" 공연 중의 소녀시대.

2011년 8월 12일 뉴스엔은 소녀시대가 9월께 새 앨범을 발매한다는 기사를 보도하면서, SM 엔터테인먼트와의 전화통화에서 "9, 10월께로 새 앨범 발표 시기를 예상하고 있다"며 "아직 정확한 일자가 나온 것은 아니다"라고 전했다. 2011년 9월 26일, SM 엔터테인먼트는 10월 4일에 소녀시대의 새 정규 앨범 타이틀 곡을 아이튠즈를 통해 전 세계에 발표하고 다음날 앨범을 공개한다고 밝혔다. 이번 작품의 컨셉은 "월드와이드"인데, SM엔터테인먼트는 소녀시대가 "세계가 주목하는 걸그룹으로 성장한 만큼, 전 세계를 대상으로 하는 음반을 낼 필요가 있었다"고 취지를 설명했다. 대표곡 "The Boys"는 제작 단계부터 "세계 어디에서 들어도 공감할 수 있는" 팝송으로 가닥이 잡혔다고 한다. 이 곡은 마이클 잭슨, 레이디 가가, 푸시캣 돌스 등의 음반을 프로듀싱했던 테디 라일리가 작곡, 편곡을 모두 담당했다.

## 구성
타이틀곡이자 첫 수록곡인 "The Boys"는 테디 라일리가 작곡한 미래적인 사운드의 팝 어반 댄스곡이다. 소녀시대가 그동안 해왔던 후크송을 탈피했고, 소녀시대의 노래 중 처음으로 랩 파트가 도입되었다. 이에 대해 수영은 "반복되는 멜로디가 있는 노래들로 1위를 계속하다 보니 우리도 고민이 많았다. 하나의 트렌드가 된 것처럼 느껴졌기 때문이다. "The Boys"를 계기로 후렴과 특정 비트만이 아닌 처음부터 끝까지 들을 수 있는 대중음악이 많아졌으면 한다"고 해명했다. 유영진이 작사한 "The Boys"의 가사는 희망을 불어넣는 메시지를 담았다고 한다. 티파니는 "소녀시대 멤버들만이 아닌 모든 여성을 대표해서 이 시대를 살아가는 사람들에게 에너지를 주고 싶었다"고 취지를 밝혔다.
〈텔레파시〉는 신스팝이고 "Say Yes"는 레트로 팝이다. "Trick"은 소녀시대가 마술사가 되었다는 내용의 댄스곡인 반면 〈봄날〉은 알앤비 장르의 발라드다. 〈봄날〉의 작사는 소녀시대 멤버들이 모두 참여한 가사 중 수영의 것이 뽑힌 것이다. 수영은 2011년 10월 19일 기자간담회에서 "〈봄날〉은 봄날처럼 따뜻한 사랑을 주는 존재에 대한 노래다. 자기를 무조건적으로 사랑해 주는 존재를 생각했다. 그 존재는 엄마일 수도 있고, 멤버들일 수도 있고 팬들일 수도 있다. 듣는 사람이 상상하는 그 대상을 떠올릴 수 있게 곡을 썼다. 휴가 중 갑작스레 제안을 받은 터라 많은 고민을 했다. 녹음 전날까지 고민을 하다가 녹음실에서도 수정까지 하는 웃지못할 해프닝도 있었던 곡이다"라고 말했다. "Oscar"는 강렬한 사운드와 함께 개성 강한 보컬이 특징인 곡이지만 "Top Secret"은 레트로 사운드로 맞춘 곡이다. 이즘의 황선업은 "Top Secret"을 〈훗〉의 뒤를 잇는 곡이라 소개했다. 〈제자리걸음〉은 짝사랑을 주제로 다룬 곡이다. 수영은 1990년대 발라드를 떠올리게 하는 노래라고 소개했다. 응원가인 〈비타민〉은 본래 광동제약의 비타500을 홍보하는 노래였다. 맨 마지막 트랙에는 일본에서 발매한 "Mr. Taxi" 한국어 버전도 수록되었다.

## 발매와 컨셉
본래 앨범은 10월 5일 발매하기로 했으나, 앞서 10월 1일 미국 발매도 결정이 나면서 발매일을 연기했다. 이후 10월 19일 한국어, 영어 버전으로 나눠 "The Boys"를 발매했다. 12월 8일에는 소녀시대가 드라이버 의상 자켓을 입고 있는 Mr. Taxi 버전의 "The Boys"를 발매했다. 또한 소녀시대는 인터스코프 레코드와 레이블 계약을 체결하고 2011년 11월 5일 미국에서 "The Boys"와 여러 가지 리믹스 버전을 수록한 맥시 싱글을 발매했다. 12월 20일에는 스눕 독, 릴 플레이 등이 피처링으로 참여한 8곡의 "The Boys" 리믹스가 수록된 맥시 싱글을 세계적으로 발매했다. 2012년 2월 13일에는 인터스코프 레코드의 산하 레이블인 폴리도 레코드와 레이블 계약을 체결하고 유럽에서 처음으로 공식적으로 발매했다.
2011년 9월 30일 앨범 발매에 앞서 30초가량의 타이틀곡 "The Boys" 티저 영상을 공개했고, 10월 8일에는 2차 티저 영상을 공개했다. 이번 티저는 통일된 옷으로 맞추던 전작들의 것과는 달리, 멤버들의 티저 이미지가 모두 달랐다. 9월 30일 SM엔터테인먼트는 이번 앨범의 컨셉을 "프린세스"라 밝히며 티저 사진들은 동화 속 여주인공 분장이라고 설명하며 이는 전세계를 아우르고자 하는 포부를 소녀시대만의 순수하고 소녀적인 무드로 재해석해 표현한 것이라고 말했다. 컴백을 앞둔 소녀시대는 2011년 10월 17일에는 중국 왕푸징 거리, 서울 강남역 사거리, 일본 신주쿠, 시부야 거리의 전광판에 소녀시대의 티저 영상을 쏘았다. 또한 미국의 타임스퀘어 광장에서는 그날부터 한 달간 영상을 내보냈다.
앨범 발매를 예고한 다음 날부터 멤버 개별 티저 이미지를 공개했는데, 2011년 9월 27일 멤버 태연을 시작으로 공개했다. 27일에는 효연, 써니, 28일에는 제시카, 티파니, 수영, 29일에는 윤아, 유리, 서현의 티저 사진을 차례로 공개했다. 이 티저 이미지들은 모두 동화 속 주인공들을 모티브로 해 촬영되었는데, 태연은 백설공주, 써니는 빨간 망토, 제시카와 티파니는 각각 백조와 인어공주, 유리와 수영은 빨간 구두와 라푼젤, 서현은 눈의 여왕이다.
10월 19일 열린 기자간담회에서 소녀시대는 월드와이드 앨범을 냈다고 소녀시대라는 컨셉을 바꾸지는 않는다고 말했다. 태연은 "많은 분들이 유튜브 영상을 보고 저희를 따라하시는 걸 보면서 우리가 미국이나 유럽 스타일과 똑같이 해서 좋아하는 게 아니라 우리만의 스타일을 좋아한다는 걸 느꼈다. 그래서 이번에도 우리 스타일을 그대로 담았다. 가사에 영어가 많이 들어갔다고 해서 미국이나 유럽 스타일에 맞추진 않았다."고 언급했다. 소녀시대 멤버들은 테디 라일리와 함께 한 작업 분위기는 부드러웠다고 했다. 태연은 딱딱하고 어려울 거라 생각한 테디 라일리가 분위기를 부드럽게 만들어줘 자연스럽고 편안하게 녹음했다고 회상했다. 또한 "목표를 크고 넓게 잡은 음반이다. 전 세계 팬들이 좋아해주길 바란다"고 덧붙였다. 유리는 "사실 지금까지도 좋은 스태프들과 작업을 해 와서 몸으로 느끼는 차이는 크게 없다. 특별한 게 있다면 9명 멤버들의 개개의 개성과 최고의 기량을 뽑아내는데 중점을 두시더라. 이번 곡에서 각자의 색을 최대한 끌어주셨다"고 말했다.

앨범 수록곡에 대해 티파니는 다 세고 강한 노래는 아니고 풋풋하고 소녀스러운 곡도 많다며 무서운 소녀시대는 아니라고 말했다. 유리는 이번 앨범에 소녀시대의 강점인 에너지를 드릴 수 있는 곡도 있다고 말했고, 수영은 소녀시대 이미지가 강하게 변한 걸 두고 다음과 같이 설명했다: 
| “ | 처음 우리가 나왔을 때 그 나이에 맞게 샤방한 모습으로 나왔을 뿐, 사실 소녀시대라는 말은 성장하면서 그 때 그 때 나이에 맞게 발전하는 모습을 보여드리겠다는 뜻이다. 17살 땐 거기에 맞게, 모두가 20대에 접어든 지금은 지금에 맞게. 우리가 여전히 청바지에 흰 티셔츠를 입고 노래를 불러야 할까 고민해봤는데, 지금은 이번 《The Boys》 컨셉처럼 강한 이미지를 보여주는 게 맞다고 생각한다. | ” |

## 라이브 공연
"The Boys" 발매 전 2011년 7월부터 소녀시대는 수록곡인 "Mr. Taxi" (Korean Ver.)을 GIRLS’ GENERATION TOUR를 통해 선보여왔다. "The Boys" 발매 이후엔 본격적인 활동을 시작했고, 2011년 10월 21일 KBS "뮤직뱅크"에서 "The Boys"와 "Mr. Taxi"를 선보이며 컴백했다. 같은 날, SBS 파워FM "정선희의 오늘 같은 밤"에 출연했다. 10월 22일 "음악중심"에서는 "The Boys", "Mr.Taxi"를 비롯한 "봄날"도 부르며 컴백했다. 10월 23일에는 "인기가요"에서 "The Boys", "Mr. Taxi"를 선보이며 컴백했다. 2011년 10월 23일 미국 뉴욕에서 열린 SMTown Live '10 World Tour에서는 여러 히트곡들과 "The Boys" 영어 버전을 처음 공연했다. 2011년 10월 24일에는 미국에서 프로모션의 일환으로 미국 MTV 프로그램인 "MTV 뉴스"와 MTV IGGT에 출연했고, 뉴욕 타임스퀘어 전광판을 통해 생중계 되었으며 "The boys"가 알려졌다.
2011년 11월 3일에는 서울 상암동 CJ E&M센터에서 열린 2011 스타일 아이콘 어워즈에 출연해 10번째 스타일 아이콘 선정과 동시에 "The Boys" 공연을 하던 중 제시카의 솔로 파트에서 음향사고가 일어났다. 11월 6일에는 서울 올림픽체조경기장에서 열린 2011 농심 사랑나눔콘서트에 출연해 "The Boys"를 불렀다. 11월 17일 "엠카운트다운"에서는 발라드곡인 〈봄날〉을 단독으로 선보였다. 11월 21일 서울 올림픽홀에서 열린 2011 대한민국 대중문화예술상에서는 오프닝 무대를 펼쳤다. 11월 29일 싱가폴에서 열린 Mnet 아시안 뮤직 어워드에서는 "The Boys"를 빠른 비트와 랩을 강조하는 리믹스 버전으로 바꿔 공연을 했다. 12월 1일에는 고려대학교 화정체육관에서 열린 종합편성채널 개국 공동 축하쇼 2부에서 축하 공연을 했다. 소녀시대는 2011년 연말까지 활동을 계속 이어나갔는데, 12월 2일 "뮤직뱅크"부터는 후속곡 "Mr. Taxi"로 활동을 했다. 12월 9일과 10일 양일간 펼쳐진 싱가포르 2011 GIRLS’ GENERATION TOUR에서는 투어중 최초로 "The Boys" 무대를 선보였다. 12월 24일에는 흰색 의상을 입고 KBS 연예대상 1부 엔딩 공연을 했다. 2012년 1월 22일엔 평창동계올림픽 성공기원 콘서트에서 "The Boys"를 선보였다.
2012년 1월 31일에는 소녀시대가 처음으로 미국 지상파 CBS의 "데이비드 레터맨쇼"에 출연해 "The Boys" 밴드 버전으로 불렀고, 좋은 반응을 얻었다. 이후 2월 1일에는 또다른 지상파 ABC의 "라이브! 위드 켈리 앤드 마이클"에도 출연해 공연했다. 2012년 2월에는 프랑스 채널 'CANAL plus'의 토크쇼 "르 그랑 주르날"에 유럽 방송에서 최초로 "The Boys" 공연을 했고, 메인뉴스 'Le Journal De 20H'에서 인터뷰도 했다. 또한 2012년 8월 18일 방영된 프랑스 파리 베씨 스타디움에서 열린 "뮤직뱅크 인 파리"에 출연해 여러 히트곡들과 "The Boys", "Mr. Taxi"를 공연했다.

## 평가
| 전문가 평가  | 전문가 평가 |
| 평가 점수    | 평가 점수   |
| 출처         | 점수        |
| ------------ | ----------- |
| 이즘         | [ 57 ]      |
| 올뮤직       | [ 58 ]      |
| JpopAsia     | [ 59 ]      |
| Sputnikmusic | 5/5         |

"이즘"의 황선업은 "많은 이들이 언급했듯 이 곡에서 지금까지 느껴왔던 '소녀'들의 감성을 느끼기는 힘들다. 강한 전자사운드, 둔탁한 비트에 귀에 잘 들어오지 않는 멜로디는 예사. 이미지는 전례 없이 강하고, 후렴은 중독성 있는 후크대신 랩 프레이즈가 반복될 뿐이다. 그럼에도 곡 자체의 완성도 자체는 녹록치 않다. 빈약한 구성을 띄는 여타 그룹의 정규작에 비하면 훨씬 알차다는 인상을 준다"고 평가했다. 하지만, "다만 갈수록 쳐지는 듯한 가창은 문제시될 만한 부분이다. 다듬는 데까지 다듬었겠지만 그럴수록 공산품의 흔적은 더욱 뚜렷이 드러나는 법"이라며 지적했다. "올뮤직"의 팀 센드라(Tim Sendra)는 이 앨범이 "함께 부르는 후크, 업템포 댄스 트랙, 가끔 역량을 발휘하는 발라드,아홉 멤버 모두의 힘찬 보컬"로 꽉 차 있으며 스트레이트 팝 라디오 느낌과 클럽 세팅이 잘 된 몇 트랙이 함께 한다고 평했다. 그녀는 "The Boys"를 최고의 트랙이라 평하면서 "소녀시대는 팝의 세계를 정복하기 위해 무슨 짓이라도 할 것이다"고 칭찬했다. 영국의 잡지 "더 가디언"은 "이미 아시아를 정복한 소녀시대가 최근 싱글 "The Boys"로 서구를 향한 첫 번째 스텝을 밟고 있다. 음악은 마치 최면술 같다. 이들은 밴드라기보다 여신에 가깝다"고 말했다.
"한국일보"에서는 전문가들이 "The Boys"를 "대중적으로 눈에 띄는 곡이 없다"는 이유로 2011년 올해의 워스트 2위로 선정했다. 음악평론가 박은석은 "소녀시대는 한국을 대표하는 걸그룹으로 앨범 제작에 최고의 인력이 투입된다는 점을 고려할 때 이번 앨범은 의욕 과잉이라고 할 수 있다"고 평했다. 음악평론가 나도원은 이 앨범을 Gee와 훗과 비교하며 수록곡들의 격차가 다시 커졌다고 비판했다. "네이버" 뮤직의 한국대중음악상 선정위원단 중 김고금평은 "소녀의 티를 벗으려다, 성숙의 문턱에 걸린 애매한 상황의 음악" 이라 했고, 김작가는 "한 방이 없다. 그 때문에, 치명적일 수도 있다. 소녀시대니까"라고 평가했다.

## 차트 성적
"The Boys"는 발매 첫 주 다운로드 759,463만 건을 기록하며 다운로드 차트와 가온 디지털 종합차트에서 1위에 올랐다. 발매 직후엔 프로모션 없이 아이튠즈 일간 순위 52위를 차지했다. 또한 "Mr. Taxi (Korean Ver.)"는 다운로드 334,704만 건을 기록하며 가온 디지털 종합차트 14위에 올랐다. 둘째 주에는 "The Boys"가 다운로드수 620,454만 건을 기록하며 디지털 종합차트를 포함해 다운로드 차트에서도 2주 연속 1위를 했다. "Mr. Taxi"는 가온 디지털 종합차트에서 지난 주보다 5위 오른 9위를 기록했다. 빌보드 코리아 K-Pop 핫 100에서는 "The Boys"가 1위로 데뷔했고, "Mr. Taxi"가 15위에 올랐다. 이 외에 컴백 일주일 만에 음악프로그램 "엠카운트다운"과 "뮤직뱅크"에서 1위를 했다. "The Boys"는 "엠카운트다운"에서 3회, "인기가요" 3회, "뮤직뱅크"에서 6주연속 1위에 오르며 음악 프로그램에서 총 11회 1위를 했고, 특히 "뮤직뱅크" 6주 연속 1위는 2011년 최장 기간 1위의 기록이다.
"The Boys"는 각종 앨범 차트에서도 1위를 휩쓸었는데, 발매 첫 주 가온 앨범차트 1위에 올랐다. 이후 3주 동안 1위에 있었다. "The Boys"는 10월 한 달 간 230,000만 장을 팔아 10월 월간 앨범차트 1위에 올랐으며, 2011년 걸 그룹으로는 최초로 20만 장을 돌파했다. 2011년 11월에도 65,000만 장을 팔아 2번 연속 월간 차트 1위에 올랐으며, 누적 290,000만 장을 기록했다. 12월 월간 차트에서도 92,306만 장을 팔며 누적 판매량 385,348만 장을 기록했고, 최초로 3번 연속 월간 차트 1위를 했다. 또한 2011년 가온 앨범 차트 연간 순위에서 1위를 했다. 이후 2012년 4월까지 410,542만 장의 누적 판매량을 기록해 2010년 가온 차트가 집계를 시작한 이례 처음으로 40만 장을 돌파한 앨범이 되었다. 현재 가온 차트 기준 대략 45만 7000장이 팔린 것으로 알려져있다.
일본 오리콘 위클리 앨범차트에서 발매 첫 주 100% 수입반으로 21,000만 장을 팔아 2위에 올랐다. 이후 2011년 11월 오리콘 월간 앨범차트에 34,533만 장을 팔아 10위에 올랐고, 80,000만 장 이상을 팔아 2011년 연말 차트에서는 95위에 올랐다. 11월 27일 대만 G- Music에서도 주간 1위에 올랐다. 또한 "The Boys" 스페셜 에디션으로 미국 빌보드 히트시커스 앨범 차트 17위에 올랐고, 빌보드 월드 앨범 차트에는 2위에 올랐다. 이 외에 스페인에서는 64위, 프랑스에서는 130위를 기록하며 한국 가수로는 처음으로 유럽 앨범차트에 진입했다.

## 수록곡
| #             | 제목                              | 작사          | 작곡                                                                                  | 편곡                                                                                  | 재생 시간 |
| ------------- | --------------------------------- | ------------- | ------------------------------------------------------------------------------------- | ------------------------------------------------------------------------------------- | --------- |
| 1.            | 〈The Boys〉                      | 유영진        | 테디 라일리, DOM, 김태성, Richard Garcia                                              | 테디 라일리, DOM, 김태성, Richard Garcia                                              | 3:46      |
| 2.            | 〈텔레파시〉 (Telepathy)          | 김부민        | 히치하이커                                                                            | 히치하이커                                                                            | 3:43      |
| 3.            | 〈Say Yes〉                       | 김영후        | 김영후                                                                                | 김영후                                                                                | 3:44      |
| 4.            | 〈Trick〉                         | 조윤경        | Martin Hansen, McCarthy, Sam, Sarah Lundback                                          | McCarthy, Sam, Sarah Lundback                                                         | 3:13      |
| 5.            | 〈봄날〉 (How Great Is Your Love) | 최수영        | Jean T. Na                                                                            | 김태성, 김용신                                                                        | 3:52      |
| 6.            | 〈My J〉                          | 황성제        | 황성제                                                                                | 황성제                                                                                | 3:51      |
| 7.            | 〈Oscar〉                         | 김정배        | 켄지                                                                                  | 켄지                                                                                  | 3:21      |
| 8.            | 〈Top Secret〉                    | 홍지유        | Mathias Peter Venge, Peter Lars Wennerberg, Gabriella Jelena Jangfeldt, Sharon Vaughn | Mathias Peter Venge, Peter Lars Wennerberg, Gabriella Jelena Jangfeldt, Sharon Vaughn | 2:57      |
| 9.            | 〈Lazy Girl〉 (Dolce Far Niente)  | 김태윤        | Thomas Troelsen, Mikkel Remee Sigvardt, Lucas Secon                                   | 임광욱                                                                                | 3:03      |
| 10.           | 〈제자리걸음〉 (Sunflower)        | 김부민        | 히치하이커                                                                            | 히치하이커                                                                            | 3:48      |
| 11.           | 〈비타민〉 (Vitamin)              | 황현          | 황현                                                                                  | 황현                                                                                  | 3:07      |
| 12.           | 〈Mr. Taxi〉 (Korean Ver.)        | 정혜영        | Scott Pearson Mann, Chad Royce, Allison Veltz, Paolo Prudencio                        | Scott Pearson Mann, Chad Royce, Allison Veltz, Paolo Prudencio                        | 3:30      |
| 13.           | 〈The Boys〉 (Engilsh Ver.)       | 테디 라일리   | 테디 라일리, DOM, 김태성, Richard Garcia                                              | 테디 라일리, DOM, 김태성, Richard Garcia                                              | 3:46      |
| 총 재생 시간: | 총 재생 시간:                     | 총 재생 시간: | 총 재생 시간:                                                                         | 총 재생 시간:                                                                         | 45:42     |

| #   | 제목                              | 재생 시간 |
| --- | --------------------------------- | --------- |
| 1.  | 〈Mr. Taxi〉 (Korean ver.)        | 3:32      |
| 2.  | 〈The Boys〉                      | 3:48      |
| 3.  | 〈텔레파시〉 (Telepathy)          | 3:45      |
| 4.  | 〈Say Yes〉                       | 3:46      |
| 5.  | 〈Trick〉                         | 3:15      |
| 6.  | 〈봄날〉 (How Great Is Your Love) | 3:54      |
| 7.  | 〈My J〉                          | 3:53      |
| 8.  | 〈Oscar〉                         | 3:23      |
| 9.  | 〈Top Secret〉                    | 2:59      |
| 10. | 〈Lazy Girl〉 (Dolce Far Niente)  | 3:05      |
| 11. | 〈제자리걸음〉 (Sunflower)        | 3:50      |
| 12. | 〈비타민〉 (Vitamin)              | 3:10      |
| 13. | 〈The Boys〉 (English ver.)       | 3:47      |

| #  | 제목                                                               | 작사·작곡   | 재생 시간 |
| -- | ------------------------------------------------------------------ | ----------- | --------- |
| 1. | 〈The Boys〉                                                       | 테디 라일리 | 3:47      |
| 2. | 〈The Boys〉 (Feat. 스눕 독)(Clinton Sparks & Disco Fries Remix)   |             | 4:17      |
| 3. | 〈The Boys〉 (Feat. 릴 플레이)(Clinton Sparks & Disco Fries Remix) |             | 4:16      |
| 4. | 〈The Boys〉 (Feat. Suzi)(Teddy Riley Remix)                       |             | 3:36      |
| 5. | 〈The Boys Bring The Boys Out〉 (David Anthony Remix)              |             | 4:24      |
| 6. | 〈The Boys Bring The Boys〉 (Teddy Riley Remix)                    |             | 4:01      |
| 7. | 〈The Boys〉 (Inst.)                                               |             | 3:47      |
| 8. | 〈The Boys〉 (ACappella)                                           |             | 3:47      |

| #             | 제목                                                    | 작사          | 작곡                                                                                  | {{{기타정보}}}                                                                        | 재생 시간 |
| ------------- | ------------------------------------------------------- | ------------- | ------------------------------------------------------------------------------------- | ------------------------------------------------------------------------------------- | --------- |
| 1.            | 〈The Boys〉 (English Version)                          | 유영진        | 테디 라일리, DOM, 김태성, Richard Garcia                                              | 테디 라일리, DOM, 김태성, Richard Garcia                                              | 3:46      |
| 2.            | 〈텔레파시〉 (Telepathy)                                | 김부민        | 히치하이커                                                                            | 히치하이커                                                                            | 3:43      |
| 3.            | 〈Say Yes〉                                             | 김영후        | 김영후                                                                                | 김영후                                                                                | 3:44      |
| 4.            | 〈Trick〉                                               | 조윤경        | Martin Hansen, McCarthy, Sam, Sarah Lundback                                          | McCarthy, Sam, Sarah Lundback                                                         | 3:13      |
| 5.            | 〈봄날〉 (How Great Is Your Love)                       | 수영          | Jean T. Na                                                                            | 김태성, 김용신                                                                        | 3:52      |
| 6.            | 〈My J〉                                                | 황성제        | 황성제                                                                                | 황성제                                                                                | 3:51      |
| 7.            | 〈Oscar〉                                               | 김정배        | 켄지                                                                                  | 켄지                                                                                  | 3:21      |
| 8.            | 〈Top Secret〉                                          | 홍지유        | Mathias Peter Venge, Peter Lars Wennerberg, Gabriella Jelena Jangfeldt, Sharon Vaughn | Mathias Peter Venge, Peter Lars Wennerberg, Gabriella Jelena Jangfeldt, Sharon Vaughn | 2:57      |
| 9.            | 〈Lazy Girl〉 (Dolce Far Niente)                        | 김태윤        | Thomas Troelsen, Mikkel Remee Sigvardt, Lucas Secon                                   | 임광욱                                                                                | 3:03      |
| 10.           | 〈제자리걸음〉 (Sunflower)                              | 김부민        | 히치하이커                                                                            | 히치하이커                                                                            | 3:48      |
| 11.           | 〈비타민〉 (Vitamin)                                    | 황현          | 황현                                                                                  | 황현                                                                                  | 3:07      |
| 12.           | 〈Mr. Taxi〉 (Korean Version)                           | 정혜영        | Scott Pearson Mann, Chad Royce, Allison Veltz, Paolo Prudencio                        | Scott Pearson Mann, Chad Royce, Allison Veltz, Paolo Prudencio                        | 3:30      |
| 13.           | 〈The Boys〉 (Korean Version)                           | 유영진        | 테디 라일리, DOM, 김태성, Richard Garcia                                              | 테디 라일리, DOM, 김태성, Richard Garcia                                              | 3:46      |
| 14.           | 〈The Boys〉 (Clinton Sparks & Disco Fries Remix)       |               |                                                                                       |                                                                                       | 4:16      |
| 15.           | 〈The Boys *Bring Dem Boys*〉 (Teddy Riley Remix)       |               |                                                                                       |                                                                                       | 3:36      |
| 16.           | 〈The Boys *Bring the Boys Out*〉 (David Anthony Remix) |               |                                                                                       |                                                                                       | 4:24      |
| 17.           | 〈The Boys *Bring the Boys*〉 (Teddy Riley Remix)       |               |                                                                                       |                                                                                       | 4:01      |
| 총 재생 시간: | 총 재생 시간:                                           | 총 재생 시간: | 총 재생 시간:                                                                         | 총 재생 시간:                                                                         | 62:10     |

## 차트
| 차트 (2011~12)                | 최고 순위 |
| ----------------------------- | --------- |
| 미국 월드 앨범 (빌보드)       | 2         |
| 미국 히트시커스 앨범 (빌보드) | 17        |
| 스페인 (PROMUSICAE)           | 64        |
| 일본 (오리콘)                 | 2         |
| 타이완 (G-뮤직)               | 3         |
| 프랑스 (SNEP)                 | 130       |
| 한국 (가온 차트)              | 1         |

| 차트             | 최고 순위 |
| ---------------- | --------- |
| 일본 (오리콘)    | 10        |
| 한국 (가온 차트) | 1         |

| 차트 (2011)      | 순위 |
| ---------------- | ---- |
| 일본 (오리콘)    | 95   |
| 한국 (가온 차트) | 1    |
| 차트 (2012)      | 순위 |
| 한국 (가온 차트) | 33   |

## 발매일
| 버전                     | 국가           | 일정             | 레이블             | 포맷                |
| ------------------------ | -------------- | ---------------- | ------------------ | ------------------- |
| The Boys                 | 대한민국       | 2011년 10월 19일 | KMP홀딩스          | CD, 디지털 다운로드 |
| The Boys                 | 홍콩           | 2011년 10월 26일 | 유니버설 뮤직 그룹 | CD                  |
| The Boys                 | 일본           | 2011년 11월 5일  | SM 엔터테인먼트    | CD                  |
| The Boys                 | 오스트레일리아 | 2011년 11월 11일 | 유니버설 뮤직 그룹 | CD                  |
| The Boys (Mr. Taxi Ver.) | 대한민국       | 2011년 12월 8일  | KMP홀딩스          | CD, 디지털 다운로드 |
| The Boys (맥시 싱글)     | 세계           | 2011년 12월 20일 | 인터스코프 레코드  | 디지털 다운로드     |
| The Boys (스페셜 앨범)   | 미국           | 2012년 1월 17일  | 인터스코프 레코드  | CD                  |
| The Boys (스페셜 앨범)   | 유럽           | 2012년 2월 13일  | 폴리도르 레코드    | CD                  |

## 같이 보기
- 2011년 가온 앨범 차트 1위 목록